# Nomenclature (biologie)
En biologie, la nomenclature est la discipline « juridique » de différentes sciences du vivant relevant de la taxinomie et de la systématique (bactériologie, botanique, mycologie, virologie, zoologie...), qui a pour objet de définir et d'édicter les règles d'attribution et de priorité des noms scientifiques internationaux des organismes vivants (ou ayant vécu, par exemple, les fossiles), appelés taxons. Cette classification hiérarchique est basée sur la nomenclature binomiale linnéenne.